# Kasatkia seigeli
Kasatkia seigeli är en fiskart som beskrevs av Posner och Lavenberg, 1999. Kasatkia seigeli ingår i släktet Kasatkia och familjen taggryggade fiskar. Inga underarter finns listade i Catalogue of Life.